# قائمة كهوف المملكة المتحدة
هذه قائمة غير كاملة عن كهوف المملكة المتحدة، تضم معلومات عن أكبر وأعمق الكهوف في المملكة المتحدة.

## أعمق الكهوف
- أطول أنظمة الكهوف في المملكة المتحدة يسمى بنظام المقاطعات الثلاث، ويقع في يوركشاير ديلز بحدود 86.7 كيلومتر (53.9 ميل) من الممرات الداخلية المتصلة.[1]

- أعمق كهف في ويلز والمملكة المتحدة هو كهف ففيننون ددو على عمق 274.5 متر (901 قدم) ويحتوي على حوالي 50 كيلومتر (31 ميل) من الممرات.[2]
- أعمق كهف في اسكتلندا هو كنوك نان امه والذي يعني «تل الكهوف» بعمق 83 متر (272 قدم).
- أعمق كهف في أيرلندا الشمالية هو رفاد بوت في مقاطعة فيرمانلغ بعمق 193 متر (633 قدم).

## إنجلترا
الكهوف حسب المنطقة.

### تلال منديب
- كهف غوف